# Maximiliano Díaz
Maximiliano Díaz (n. 15 de noviembre de 1988) es un atleta argentino especialista en pruebas de salto. Posee una mejor marca en la prueba de Triple salto de 16,51 metros establecida el 4 de junio de 2011 en Buenos Aires. Fue campeón sudamericano en 2011 y 2019.